# Perarthrus pallidus
Perarthrus pallidus là một loài bọ cánh cứng trong họ Cerambycidae.